# Chlorophonia callophrys
La clorofonia dai sopraccigli dorati o tangara verde dai sopraccigli dorati (Chlorophonia callophrys (Cabanis, 1861)) è un uccello passeriforme della famiglia dei Fringillidi.

## Etimologia
Il nome scientifico della specie, callophrys, deriva dall'unione delle parole greche καλλος (kallos, "bello") e οφρυς (ophrys/ophrus, "sopracciglio"), col significato di "dalle belle sopracciglia", in riferimento alla livrea dei maschi: anche il suo nome comune è un chiaro riferimento alla livrea.

## Descrizione

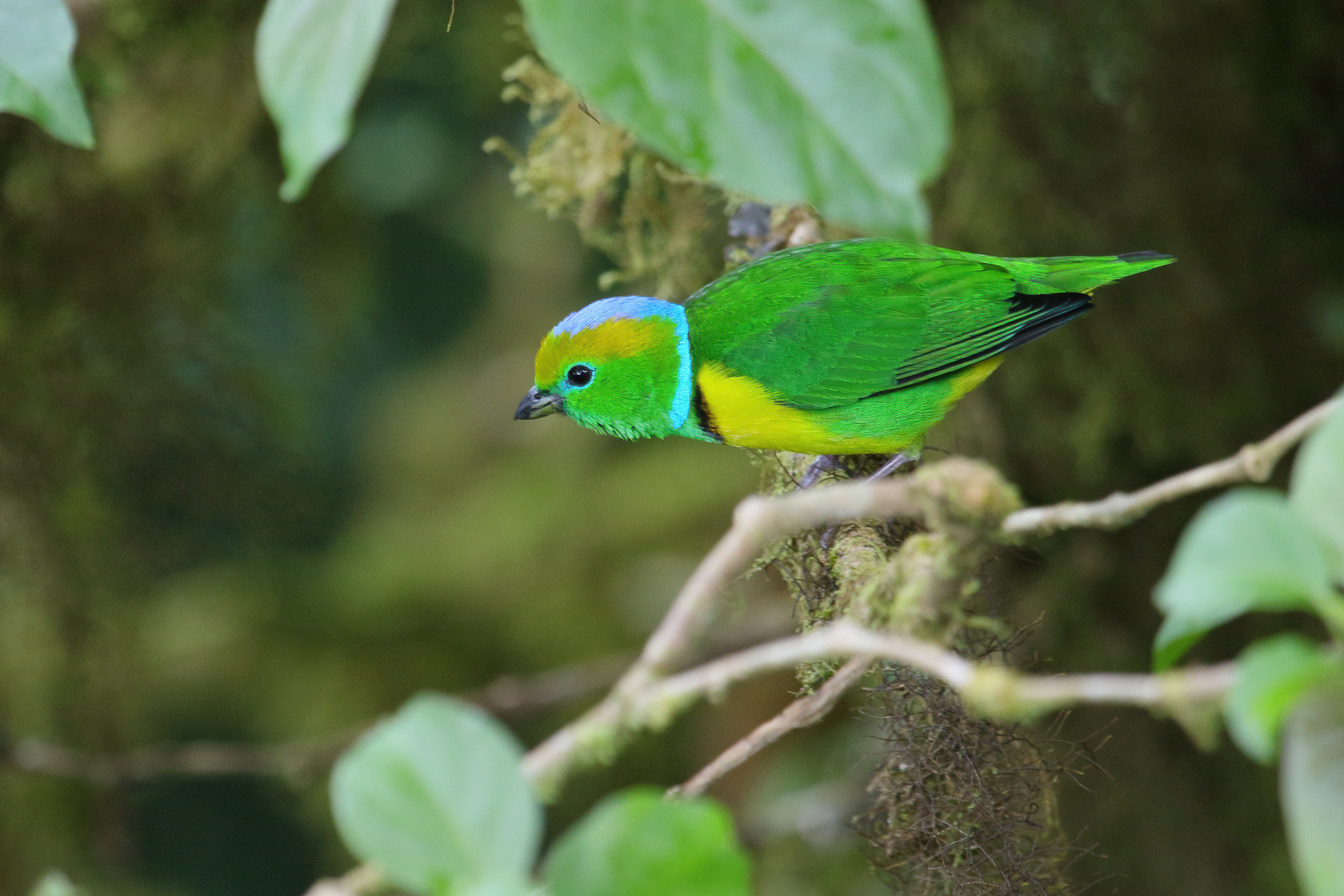
Maschio a Monteverde

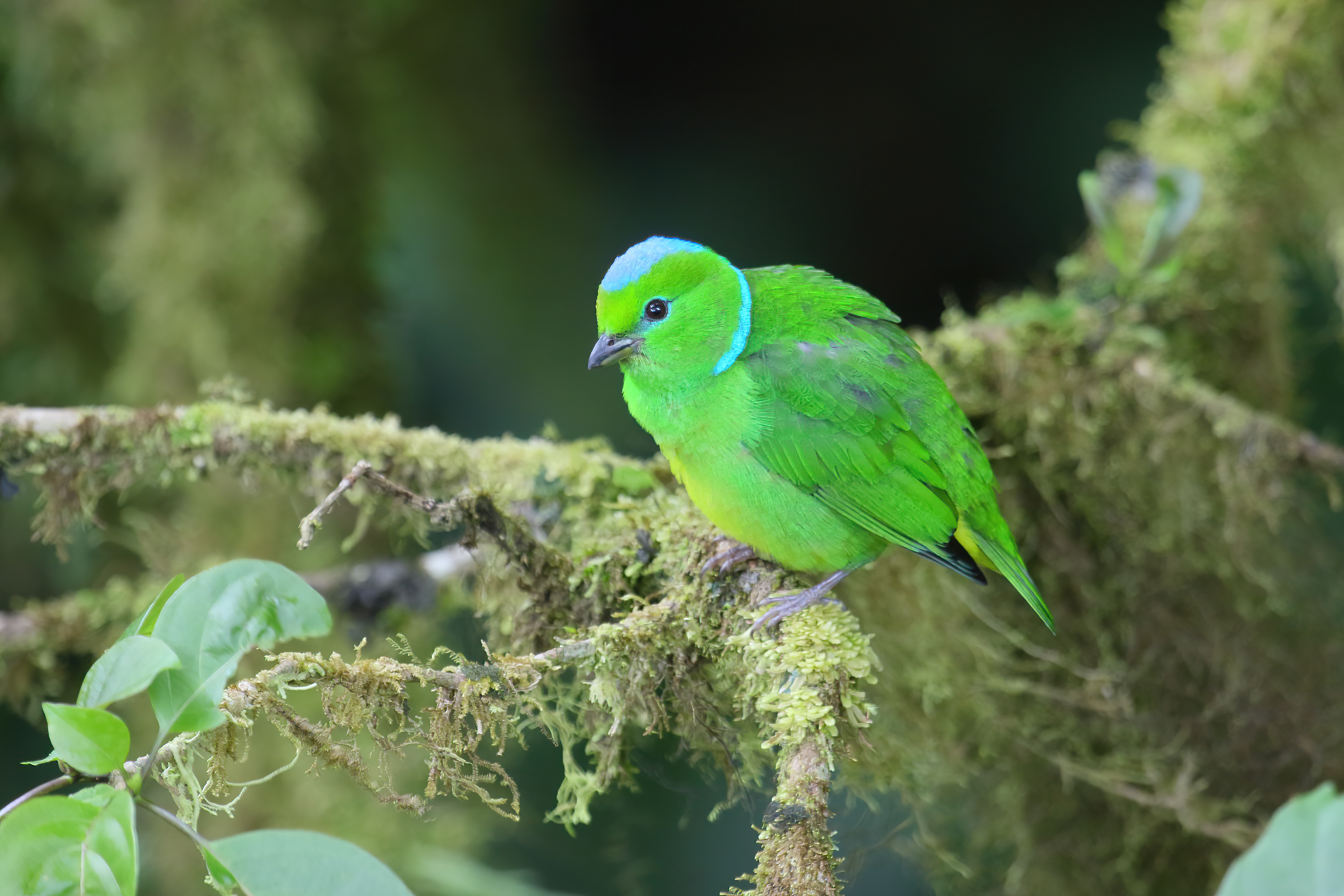
Femmina in Costa Rica

### Dimensioni
Misura 13 cm di lunghezza, per 24 g di peso.

### Aspetto
Si tratta di un uccellino dall'aspetto robusto e paffuto, munito di testa arrotondata, corto becco conico, ali appuntite e corta coda squadrata.
Il piumaggio è verde attorno alla base del becco, su guance, gola, dorso, fianchi, ali (dove tende a scurirsi, divenendo nerastro su remiganti) e coda: il petto, il sottocoda e le sopracciglia (come intuibile dal nome comune) sono di colore dorato, mentre vertice, nuca e spalle sono di colore azzurro brillante. Il verde golare ed il giallo pettorale sono divisi da una stretta banda scura, che si continua nell'azzurro delle spalle.

Il dimorfismo sessuale è ben evidente: le femmine, infatti, mancano delle sopracciglia dorate e presentano giallo pettorale di estensione molto minore rispetto ai maschi. In ambedue i sessi il becco e le zampe sono di colore nerastro, mentre gli occhi sono di colore bruno scuro, con cerchio perioculare di colore azzurro brillante.

## Biologia

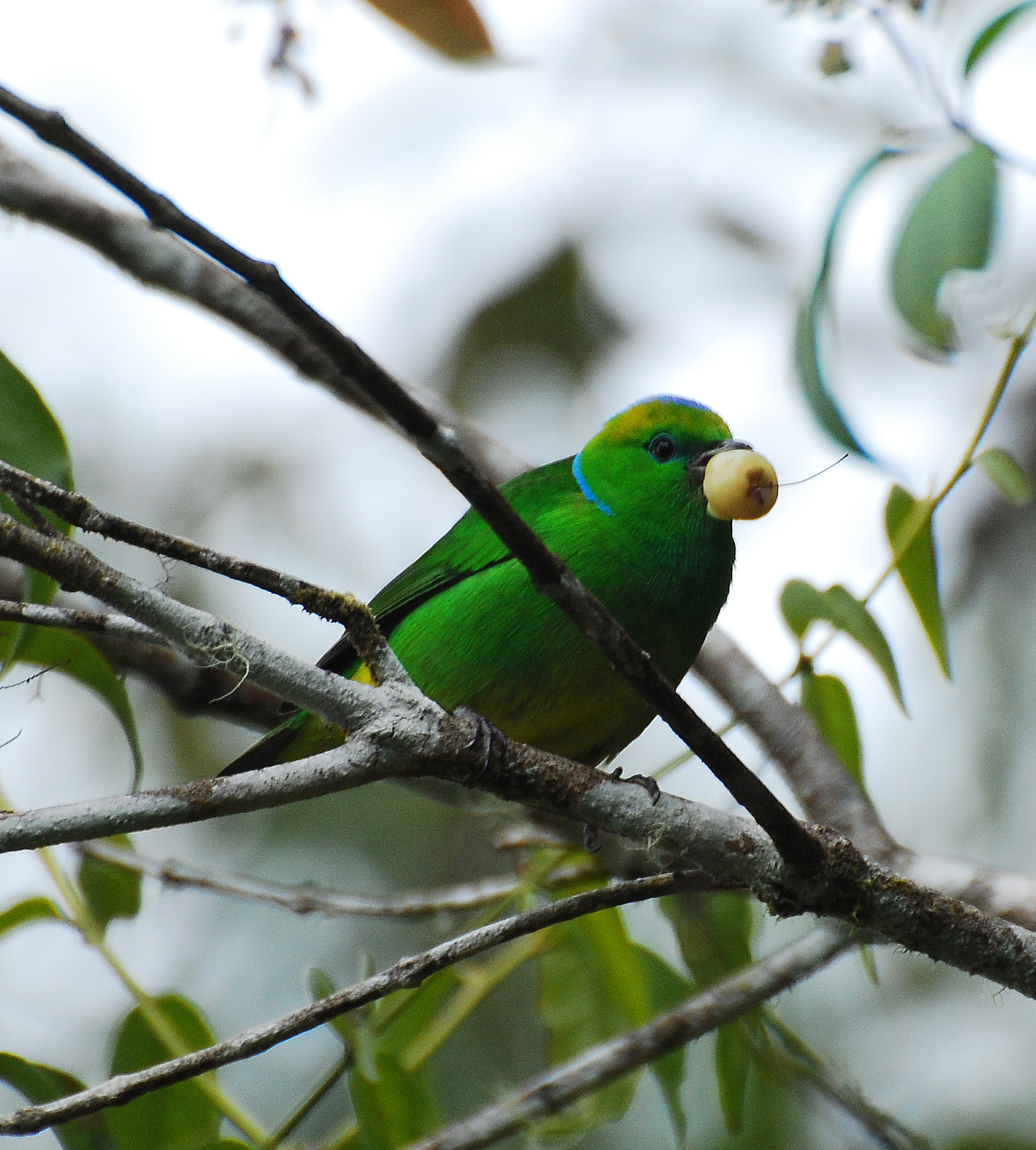
Femmina si nutre in natura

Si tratta di uccelli essenzialmente diurni, che vivono da soli o in coppie, passando la maggior parte della giornata alla ricerca di cibo, muovendosi con circospezione fra il folto delle chiome degli alberi.

### Alimentazione
La dieta della tangara dai sopraccigli dorati è essenzialmente frugivora, componendosi in massima parte di bacche, in particolar modo di Loranthaceae (soprattutto Gaiadendron e Psittacanthus) ma anche di Ericaceae, Araceae e Marcgraviaceae, nonché di altri frutti e, sebbene in misura trascurabile, anche di piccoli insetti.

### Riproduzione
Si tratta di uccelli monogami, il cui periodo riproduttivo va da febbraio a giugno.

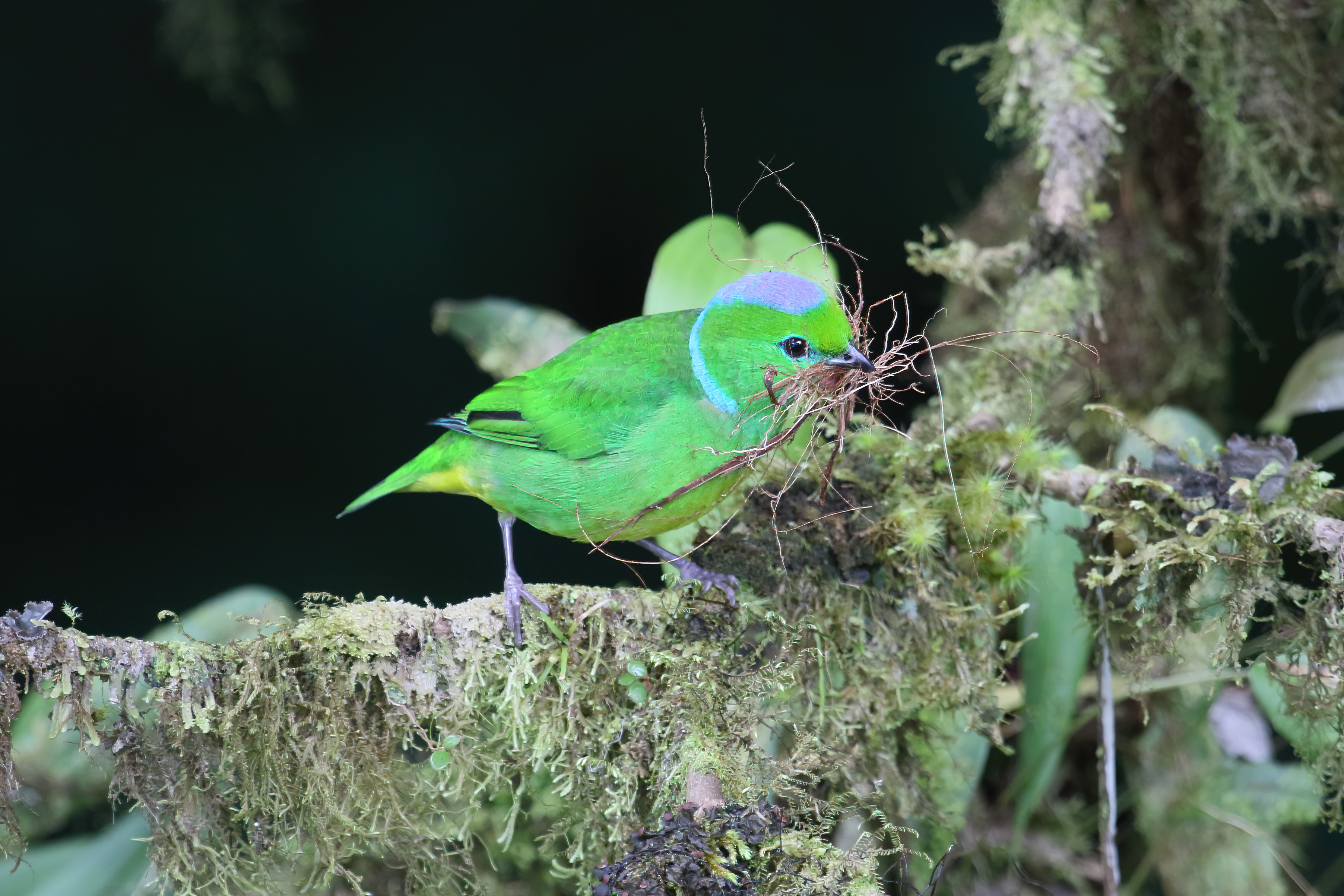
Femmina trasporta materiale da costruzione per il nido

I due sessi collaborano nella costruzione del nido: esso ha forma ovoidale e si compone di una parte esterna di rametti, licheni e fibre vegetali intrecciate, mentre l'interno è foderato di materiale morbido, come muschio e piumino. Al suo interno la femmina depone 2-3 uova, che provvede a covare da sola, imbeccata però dal maschio (che rimane inoltre di guardia nei pressi del nido) per circa due settimane.

I pulli, ciechi ed implumi alla schiusa, vengono imbeccati da ambedue i genitori, che si alternano fra la ricerca del cibo e lo stazionamento nel nido: in tal modo, i nidiacei divengono in grado d'involarsi attorno alle tre settimane di vita, e possono dirsi indipendenti a circa un mese dalla nascita. In caso di annata buona per quanto concerne il cibo, le tangare dai sopraccigli dorati possono portare avanti anche una seconda covata, in genere un paio di settimane dopo l'allontanamento della prima.

## Distribuzione e habitat

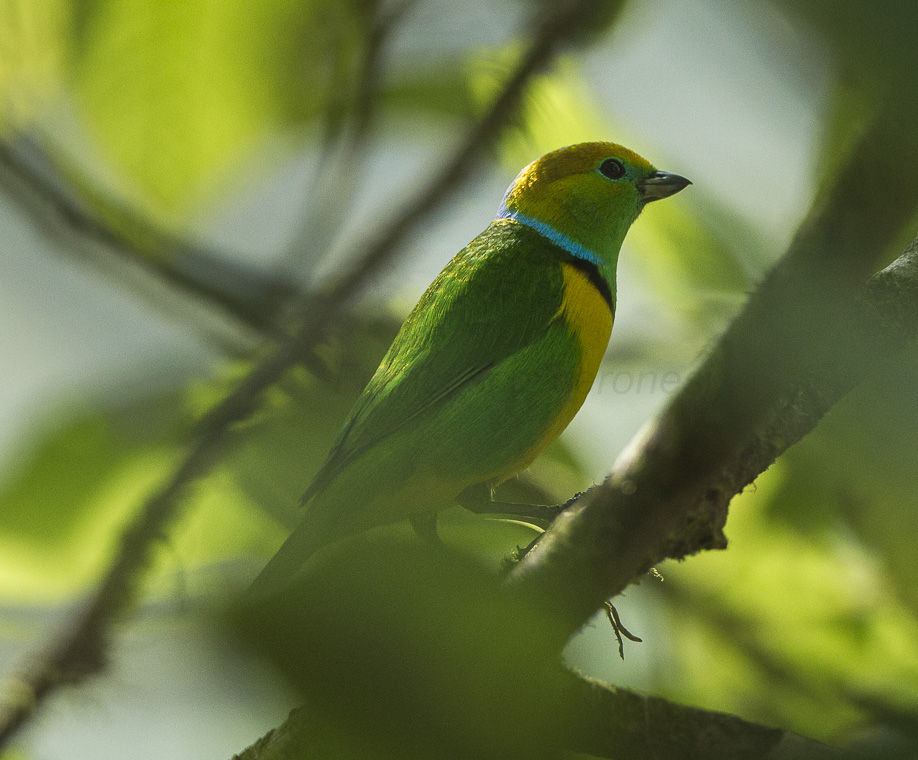
Maschio a San Luis

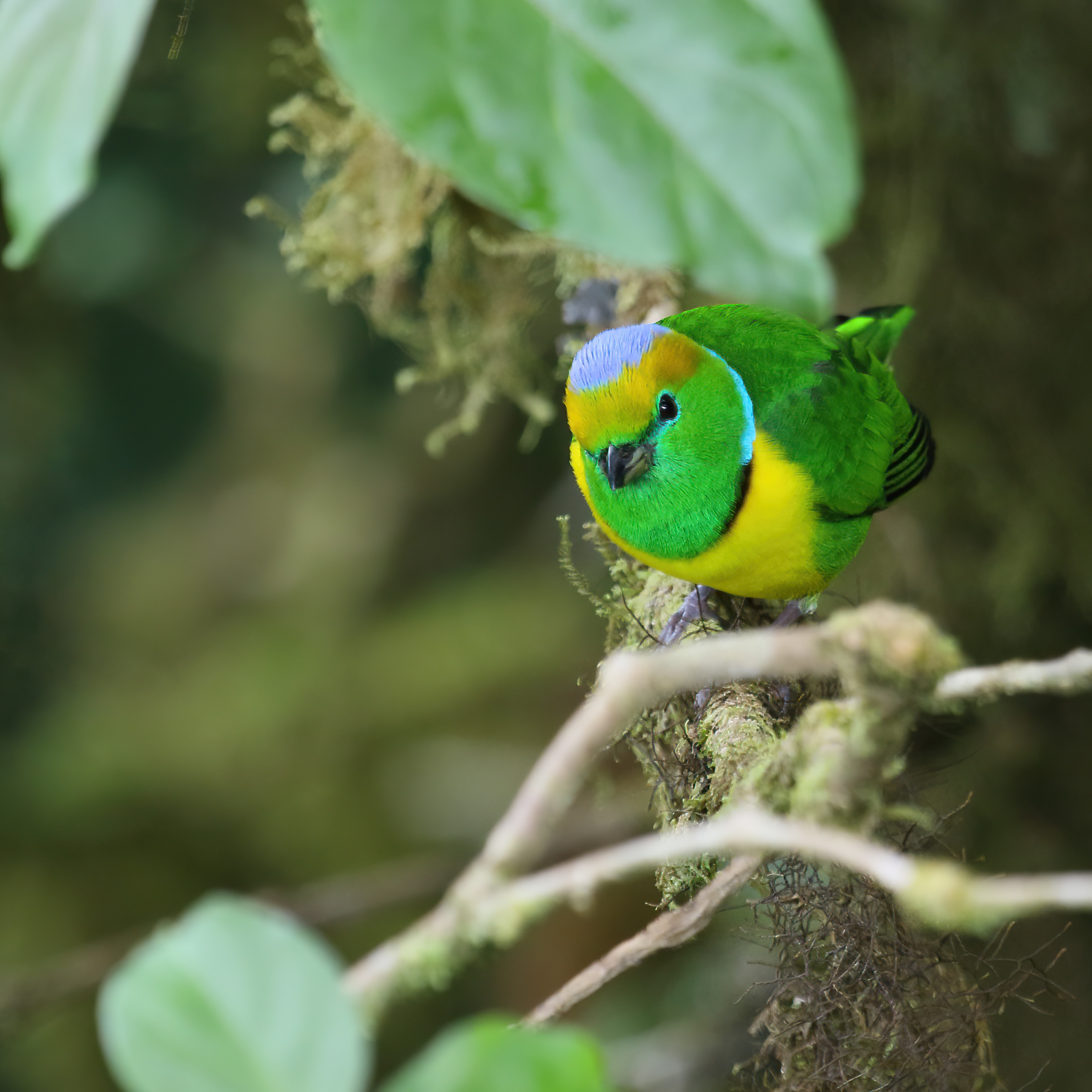
Maschio a Monteverde

L'areale della tangara verde dai sopraccigli dorati è rappresentato dall'asse montuoso centrale della Costa Rica e dalla sua continuazione nella porzione occidentale di Panama (province di Chiriquí e Veraguas).
L'habitat di questo uccello è rappresentato dalla canopia della foresta pluviale montana e della foresta nebulosa, con preferenza per le aree di foresta primaria ricche di epifite.